# Konfederační pohár FIFA 1997
Konfederační pohár FIFA 1997 byl 3. ročníkem Konfederačního poháru FIFA. Konal se v Saúdské Arábii od 12. do 21. prosince 1997. Vítězem se stala reprezentace Brazílie.

## Místa konání
- Stadión King Fahd II

## Kvalifikované týmy
- Saúdská Arábie (hostitel a vítěz Mistrovství Asie ve fotbale 1996)
- Brazílie (vítěz Mistrovství světa ve fotbale 1994)
- Uruguay (vítěz Copa América 1995)
- Jihoafrická republika (vítěz Afrického poháru národů 1996)
- Austrálie (vítěz Oceánského poháru národů 1996)
- Česko (finalista Mistrovství Evropy ve fotbale 1996)[pozn. 1]
- Mexiko (vítěz Zlatého poháru CONCACAF 1996)
- SAE (finalista Mistrovství Asie ve fotbale 1996)

## Základní skupiny

### Základní skupina A
| Tým            | Z | V | R | P | GV | GI | +/- | B |
| -------------- | - | - | - | - | -- | -- | --- | - |
| Brazílie       | 3 | 2 | 1 | 0 | 6  | 2  | +4  | 7 |
| Austrálie      | 3 | 1 | 1 | 1 | 3  | 2  | +1  | 4 |
| Mexiko         | 3 | 1 | 0 | 2 | 8  | 6  | +2  | 3 |
| Saúdská Arábie | 3 | 1 | 0 | 2 | 1  | 8  | −7  | 3 |

| 12 . prosince 1997 16:15 AST |          |                                    |                                                                               |
| Saúdská Arábie               | 0 – 3    | Brazílie                           | King Fahd II Stadium, Rijád diváci: 80 000 rozhodčí: Nikolaj Levnikov (Rusko) |
|                              | (Report) | César Sampaio 65' Romário 73', 80' | King Fahd II Stadium, Rijád diváci: 80 000 rozhodčí: Nikolaj Levnikov (Rusko) |

| 12 . prosince 1997 19:00 AST |          |                                |                                                                                 |
| Mexiko                       | 1 – 3    | Austrálie                      | King Fahd II Stadium, Rijád diváci: 15 000 rozhodčí: Pirom Un-Prasert (Thajsko) |
| Hernández 80' (pen.)         | (Report) | Viduka 45' Aloisi 59' Mori 90' | King Fahd II Stadium, Rijád diváci: 15 000 rozhodčí: Pirom Un-Prasert (Thajsko) |

| 14 . prosince 1997 17:50 AST |          |                                            |                                                                                         |
| Saúdská Arábie               | 0 – 5    | Mexiko                                     | King Fahd II Stadium, Rijád diváci: 60 000 rozhodčí: Ian McLeod (Jihoafrická republika) |
|                              | (Report) | Palencia 20', 62' Blanco 68', 76' Luna 75' | King Fahd II Stadium, Rijád diváci: 60 000 rozhodčí: Ian McLeod (Jihoafrická republika) |

| 14 . prosince 1997 20:00 AST |          |          |                                                                                 |
| Austrálie                    | 0 – 0    | Brazílie | King Fahd II Stadium, Rijád diváci: 15 000 rozhodčí: Lucien Bouchardeau (Niger) |
|                              | (Report) |          | King Fahd II Stadium, Rijád diváci: 15 000 rozhodčí: Lucien Bouchardeau (Niger) |

| 16 . prosince 1997 17:50 AST |          |           |                                                                                   |
| Saúdská Arábie               | 1 – 0    | Austrálie | King Fahd II Stadium, Rijád diváci: 55 450 rozhodčí: Javier Castrilli (Argentina) |
| Al-Khilaiwi 40'              | (Report) |           | King Fahd II Stadium, Rijád diváci: 55 450 rozhodčí: Javier Castrilli (Argentina) |

| 16 . prosince 1997 20:00 AST                      |          |                        |                                                                                         |
| Brazílie                                          | 3 – 2    | Mexiko                 | King Fahd II Stadium, Rijád diváci: 20 000 rozhodčí: Ian McLeod (Jihoafrická republika) |
| Romário 41' (pen.) Denílson 61' Júnior Baiano 66' | (Report) | Blanco 51' Ramírez 90' | King Fahd II Stadium, Rijád diváci: 20 000 rozhodčí: Ian McLeod (Jihoafrická republika) |

### Základní skupina B
| Tým                   | Z | V | R | P | GV | GI | +/- | B |
| --------------------- | - | - | - | - | -- | -- | --- | - |
| Uruguay               | 3 | 3 | 0 | 0 | 8  | 4  | +4  | 9 |
| Česko                 | 3 | 1 | 1 | 1 | 9  | 5  | +4  | 4 |
| SAE                   | 3 | 1 | 0 | 2 | 2  | 8  | −6  | 3 |
| Jihoafrická republika | 3 | 0 | 1 | 2 | 5  | 7  | −2  | 1 |

| 13 . prosince 1997 17:50 AST |          |                             |                                            |
| SAE                          | 0 – 2    | Uruguay                     | King Fahd II Stadium, Rijád diváci: 13 000 |
|                              | (Report) | Olivera 45+2' Pacheco 90+2' | King Fahd II Stadium, Rijád diváci: 13 000 |

| 13 . prosince 1997 20:00 AST |          |                 |                                                                                  |
| Jihoafrická republika        | 2 – 2    | Česko           | King Fahd II Stadium, Rijád diváci: 7 500 rozhodčí: Javier Castrilli (Argentina) |
| Augustine 39' Mkhalele 86'   | (Report) | Šmicer 19', 40' | King Fahd II Stadium, Rijád diváci: 7 500 rozhodčí: Javier Castrilli (Argentina) |

| 15 . prosince 1997 17:50 AST |          |                       |                                                                            |
| SAE                          | 1 – 0    | Jihoafrická republika | King Fahd II Stadium, Rijád diváci: 11 000 rozhodčí: René Ortube (Bolívie) |
| H. Mubarak 5'                | (Report) |                       | King Fahd II Stadium, Rijád diváci: 11 000 rozhodčí: René Ortube (Bolívie) |

| 15 . prosince 1997 20:00 AST |          |                          |                                                                        |
| Česko                        | 1 – 2    | Uruguay                  | King Fahd II Stadium, Rijád diváci: 9 000 rozhodčí: Saad Mane (Kuvajt) |
| Siegl 89'                    | (Report) | Olivera 26' Zalayeta 88' | King Fahd II Stadium, Rijád diváci: 9 000 rozhodčí: Saad Mane (Kuvajt) |

| 17 . prosince 1997 17:50 AST |          |                                                      |                                                                           |
| SAE                          | 1 – 6    | Česko                                                | King Fahd II Stadium, Rijád diváci: 8 000 rozhodčí: René Otruba (Bolívie) |
| Al-Talyani 78'               | (Report) | Obaid 11' (vl.) Nedvěd 22', 31' Šmicer 42', 68', 71' | King Fahd II Stadium, Rijád diváci: 8 000 rozhodčí: René Otruba (Bolívie) |

| 17 . prosince 1997 20:00 AST           |          |                                     |                                                                                        |
| Uruguay                                | 4 – 3    | Jihoafrická republika               | King Fahd II Stadium, Rijád diváci: 8 000 rozhodčí: Ramesh Ramdhan (Trinidad a Tobago) |
| Silva 12', 66' Recoba 42' Callejas 90' | (Report) | Radebe 11' Mkhalele 69' Ndlanya 77' | King Fahd II Stadium, Rijád diváci: 8 000 rozhodčí: Ramesh Ramdhan (Trinidad a Tobago) |

## Play off
|  | Semifinále                | Semifinále                |   |                           | Finále                    | Finále |  |
|  |                           |                           |   |                           |                           |        |  |
|  | 19. prosince 1997 - Rijád |                           |   |                           |                           |        |  |
|  | Brazílie                  | 2                         |   |                           |                           |        |  |
|  | Česko                     | 0                         |   |                           |                           |        |  |
|  |                           |                           |   |                           |                           |        |  |
|  |                           |                           |   |                           | 21. prosince 1997 - Rijád |        |  |
|  |                           |                           |   |                           | Brazílie                  | 6      |  |
|  |                           | Austrálie                 | 0 |                           |                           |        |  |
|  |                           |                           |   |                           |                           |        |  |
|  |                           |                           |   |                           |                           |        |  |
|  |                           |                           |   |                           | O třetí místo             |        |  |
|  | 19. prosince 1997 - Rijád | 19. prosince 1997 - Rijád |   | 21. prosince 1997 - Rijád | 21. prosince 1997 - Rijád |        |  |
|  | Uruguay                   | 0                         |   | Česko                     | 1                         |        |  |
|  | Austrálie                 | 1 (p.)                    |   |                           | Uruguay                   | 0      |  |

### Semifinále
| 19. prosince 1997 15:15 AST |       |       |                                                                                 |
| Brazílie                    | 2 – 0 | Česko | King Fahd II Stadium, Rijád diváci: 28 000 rozhodčí: Lucien Bouchardeau (Niger) |
| Romário 54' Ronaldo 83'     |       |       | King Fahd II Stadium, Rijád diváci: 28 000 rozhodčí: Lucien Bouchardeau (Niger) |

| 19. prosince 1997 19:00 AST |           |            |                                                                               |
| Uruguay                     | 0 – 1 (p) | Austrálie  | King Fahd II Stadium, Rijád diváci: 22 000 rozhodčí: Nikolaj Levnikov (Rusko) |
|                             |           | Kewell 92' | King Fahd II Stadium, Rijád diváci: 22 000 rozhodčí: Nikolaj Levnikov (Rusko) |

### Utkání o 3. místo
| 21. prosince 1997 17:50 AST |       |         |                                                                                 |
| Česko                       | 1 – 0 | Uruguay | King Fahd II Stadium, Rijád diváci: 27 000 rozhodčí: Lucien Bouchardeau (Niger) |
| Lasota 63'                  |       |         | King Fahd II Stadium, Rijád diváci: 27 000 rozhodčí: Lucien Bouchardeau (Niger) |

### Finále
| 21. prosince 1997 21:00 AST                    |       |           |                                                                                 |
| Brazílie                                       | 6 – 0 | Austrálie | King Fahd II Stadium, Rijád diváci: 65 000 rozhodčí: Pirom Un-Prasert (Thajsko) |
| Ronaldo 15' 27' 59' (pen.) Romário 38' 53' 75' |       |           | King Fahd II Stadium, Rijád diváci: 65 000 rozhodčí: Pirom Un-Prasert (Thajsko) |

## Vítěz
| Konfederační pohár FIFA 1997 Brazílie |